# Ányos Jedlik
Dans le nom hongrois Jedlik Ányos, le nom de famille précède le prénom, mais cet article utilise l’ordre habituel en français Ányos Jedlik, où le prénom précède le nom.
Ányos Jedlik, né István Jedlik (11 janvier 1800 - 13 décembre 1895), est un inventeur, ingénieur, physicien hongrois, prêtre bénédictin, membre de l'Académie hongroise des Sciences, et auteur de plusieurs livres. Il est le père de la dynamo et du moteur électrique.

## Biographie
Il naît à Szímő en Hongrie (aujourd'hui Zemné en Slovaquie).
Sa mère fait partie d'une famille noble hongroise, tandis que la famille de son père, d'origine slovaque, s'était installée à Szímő en 1720 en venant du comitat de Liptó.
Jedlik commence son éducation dans des écoles secondaires à Nagyszombat (aujourd'hui Trnava) et Presbourg (en hongrois Pozsony, aujourd'hui Bratislava).

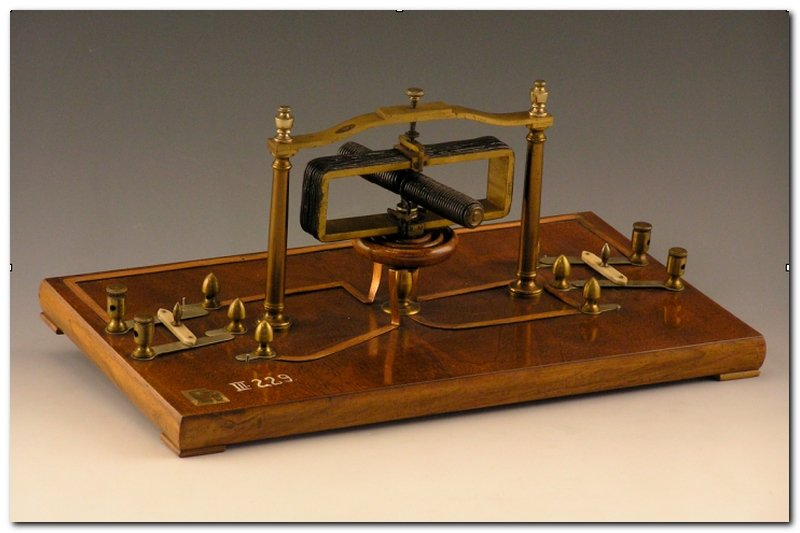
Le moteur électrique de Jedlik (1828)

En 1817, il devient bénédictin et, à partir de ce moment, poursuit ses études dans les écoles de cet ordre. Il enseigne à des écoles bénédictines jusqu'en 1839, puis pendant 40 ans à l'université de Pest, au département de physique et mécanique. Il inventa le moteur électrique.
En 1845, il commence à enseigner à ses élèves en hongrois, au lieu du latin. Grâce à son manuel, il est considéré comme l'un des fondateurs du vocabulaire hongrois de la physique. Il devient doyen de la faculté des arts en 1848, et en 1863, recteur de l'université.
À partir de 1858 il est membre correspondant de l'Académie hongroise des sciences, et à partir de 1873 il en est membre honoraire. Il précède ses contemporains dans son travail scientifique, mais il ne parle pas de sa plus importante invention, son prototype de dynamo avant 1856 ; et ce n'est pas avant 1861 qu'il la mentionne par écrit dans une liste d'inventaire de l'université. Bien que ce document puisse prouver que Jedlik était à l'origine de l'invention de la dynamo, celle-ci est liée au nom de Siemens, car l'invention de Jedlik n'avait pas été remarquée à l'époque.
Il commence en 1827 à expérimenter des dispositifs rotatifs électromagnétiques qu'il appelle « rotor électromagnétique » (villamdelejes forgony, néologisme où « électro- » est basé sur le mot « foudre »). Dans ce prototype, les parties fixes et pivotantes étaient toutes deux électromagnétiques.

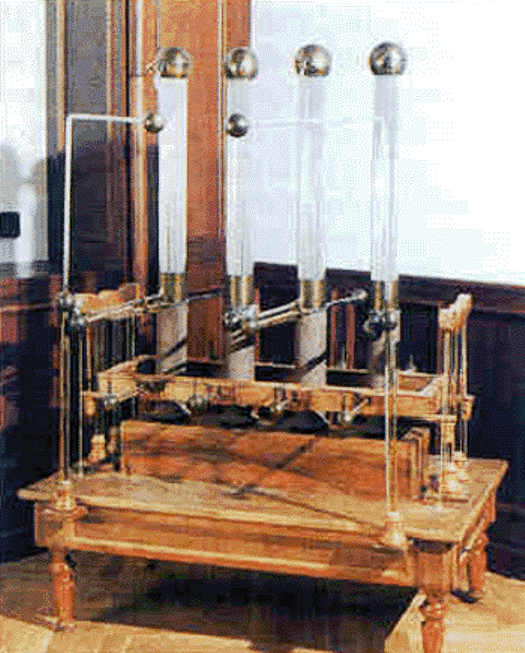
Le « générateur de tension électrique à tubes » (générateur d'impulsions) de Jedlik

En 1873, lors de l'exposition universelle de Vienne, il présente son dispositif condensateur « générateur de tension électrique à tubes » (csöves villamfeszítő).
Après sa retraite, il continue à travailler et passe ses dernières années dans l'isolement complet au monastère bénédictin de Győr, où il meurt.

## Invention de la dynamo
L'invention la plus connue d'Ányos Jedlik est le principe de la dynamo auto-excitatrice. 
En 1827, il commence à expérimenter avec des dispositifs rotatifs électromagnétiques. Dans le prototype du démarreur électrique à pôle unique, les parties stationnaires et pivotantes sont toutes deux électromagnétiques. Le concept est essentiellement que, au lieu d'aimants permanents, deux électro-aimants en face l'un de l'autre induisent le champ magnétique autour du rotor. Il formule le concept de dynamo auto-excitatrice vers 1861, six ans avant Siemens et Wheatstone,.
Quand un côté de la bobine passe devant le pôle nord, traversant la ligne de force, du courant est induit. Quand le cadre continue à tourner le courant diminue, puis en arrivant devant le pôle sud il augmente à nouveau mais circule en sens inverse. Le châssis est relié à un commutateur, de sorte que le courant circule toujours dans le même sens dans le circuit externe.